# Francja w Konkursie Piosenki Eurowizji Junior
Francja w Konkursie Piosenki Eurowizji Junior zadebiutowała w 2004 roku. Od czasu debiutu konkursem w kraju zajmuje się francuski nadawca publiczny France Télévisions.
Francja zwyciężyła w konkursie trzykrotnie; w 2020, 2022 i 2023 roku.

## Historia Francji w Konkursie Piosenki Eurowizji Junior

### Konkurs Piosenki Eurowizji Junior 2004
Do reprezentowania Francji podczas 2. Konkursu Piosenki Eurowizji Junior zgłosiło się ponad 7 tys. uczestników, a tysiąc z nich zaproszono do przesłuchań na żywo. 20 września 2004 odbył się koncert Eurovision Junior 2004 – La sélection, w których wystartowało 11 uczestników: Cindy, Joris, Lucie, Tiffanie, Julien, Jullian & Marine, Marion & Julia, Les J.A.M.M.E., Julie, Thomas oraz Axelle. Konkurs transmitowany był przez stację France 3. Uczestnicy konkursu wykonywali covery oryginalnych utworów, a zwycięzca zobowiązany był do późniejszego skomponowania utworu konkursowego. Do superfinału zakwalifikowali się Axelle, Thomas i Julie, którzy wykonali drugi utwór a cappella. 
Eliminacje wygrał Thomas Pontier, który zaśpiewał piosenki „Un autre monde” zespołu Téléphone oraz „Amsterdam” z repertuaru Jacques’a Brela. Po trzech tygodniach nakładem BMG ukazał się skomponowany przez wokalistę utwór konkursowy „Si on voulait bien”. 20 listopada 2004 wystąpił jako szósty w finale konkursu organizowanego w Lillehammer i zajął szóste miejsce po zdobyciu 78 punktów. Konkurs w 2004 oglądało 2 miliony widzów co przełożyło się na 9,9% udziałów w rynku.

### Konkurs Piosenki Eurowizji Junior 2005–2017: Brak udziału
8 czerwca 2005 szef francuskiej delegacji konkursowej Bruno Berberes poinformował, że Francja nie weźmie udziału w 3. Konkursie Piosenki Eurowizji Junior. Swoją decyzję tłumaczył stwierdzeniem, iż Francja „nie jest zbytnio zmotywowana”, ponadto „za dużo Eurowizji zabija Eurowizję”. Stacja powoływała się również na słabe wyniki oglądalności poprzedniej edycji.
18 listopada 2015 roku wyjawiono, że francuski nadawca wysłał delegację do Bułgarii w celu obserwacji 13. Konkursu Piosenki Eurowizji Junior.

### Konkurs Piosenki Eurowizji Junior 2018
W 2018 francuska telewizja powróciła do konkursu, wysyłając reprezentanta na konkurs organizowany w Mińsku. 12 października 2018 ogłoszono, że w konkursie wystąpi Angélina z piosenką „Jamais sans toi”, której premiera odbyła się trzy dni później. 25 listopada piosenkarka zajęła drugie miejsce w finale konkursu po zdobyciu 203 punktów, w tym 117 pkt od widzów (2. miejsce) i 86 pkt od jury (6. miejsce). Finał konkursu oglądało 1,1 mln widzów, co przełożyło się na 8,2% udziałów w rynku.

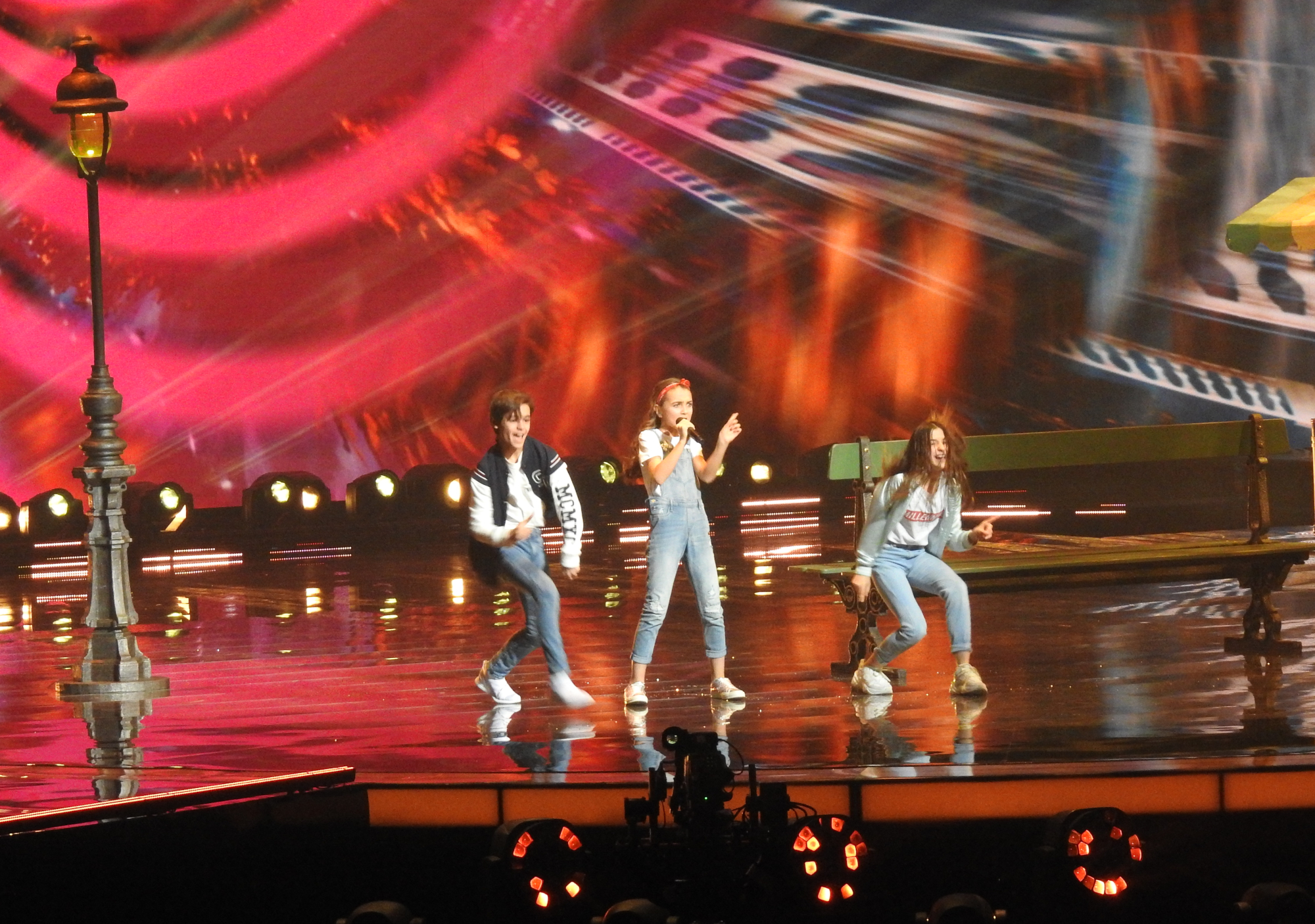
Angelina Nava podczas występu w Mińsku

### Konkurs Piosenki Eurowizji Junior 2019
Jesienią 2019 francuska telewizja potwierdziła start w 17. Konkursie Piosenki Eurowizji Junior. 11 października ogłoszono, że reprezentantką Francji w konkursie będzie Carla z utworem „Bim Bam Toi”. 24 listopada 2019 piosenkarka zajęła piąte miejsce w finale konkursu po zdobyciu 169 punktów, w tym 84 pkt od widzów (3. miejsce) i 85 pkt. od jury (6. miejsce). Konkurs osiągnął 979 tys. widzów, co przełożyło się na 7,6% udziałów w rynku.

### Konkurs Piosenki Eurowizji Junior 2020
9 października 2020 stacja France Télévisions ogłosiła, że jej reprezentantką w finale 18. Konkursu Piosenki Eurowizji Junior będzie Valentina Tronel z piosenką „J’imagine”. W finale konkursu, rozegranego 29 listopada, piosenkarka wystąpiła jako ostatnia, 12. w kolejności i ostatecznie zajęła pierwsze miejsce, zdobywszy 200 punktów, w tym 112 pkt od widzów (1. miejsce) i 88 pkt od jury (1. miejsce). Było to pierwsze zwycięstwo Francji.

### Konkurs Piosenki Eurowizji Junior 2021
Po wygranej konkursu przez Valentine Tronel francuski nadawca był typowany jako potencjalny organizator konkursu w 2021. 9 grudnia EBU i France Télévisions potwierdzili, że konkurs odbędzie się we Francji. 20 maja podczas konferencji prasowej ogłoszono, że konkurs odbędzie się w Boulogne-Billancourt pod Paryżem. Prowadzącymi konkursu zostali Élodie Gossuin, Olivier Minne oraz Carla Lazzari. W październiku 2021 stacja France Télévisions ogłosiła, że reprezentantem w 19. Konkursie Piosenki Eurowizji Junior został Enzo Hilaire z utworem „Tic Tac”. 
19 grudnia 2021 piosenkarz wystąpił jako 13 w kolejności startowej i zajął trzecie miejsce w finale konkursu po zdobyciu 187 punktów, w tym 67 pkt od widzów (4. miejsce) i 120 pkt. od jury (1. miejsce).

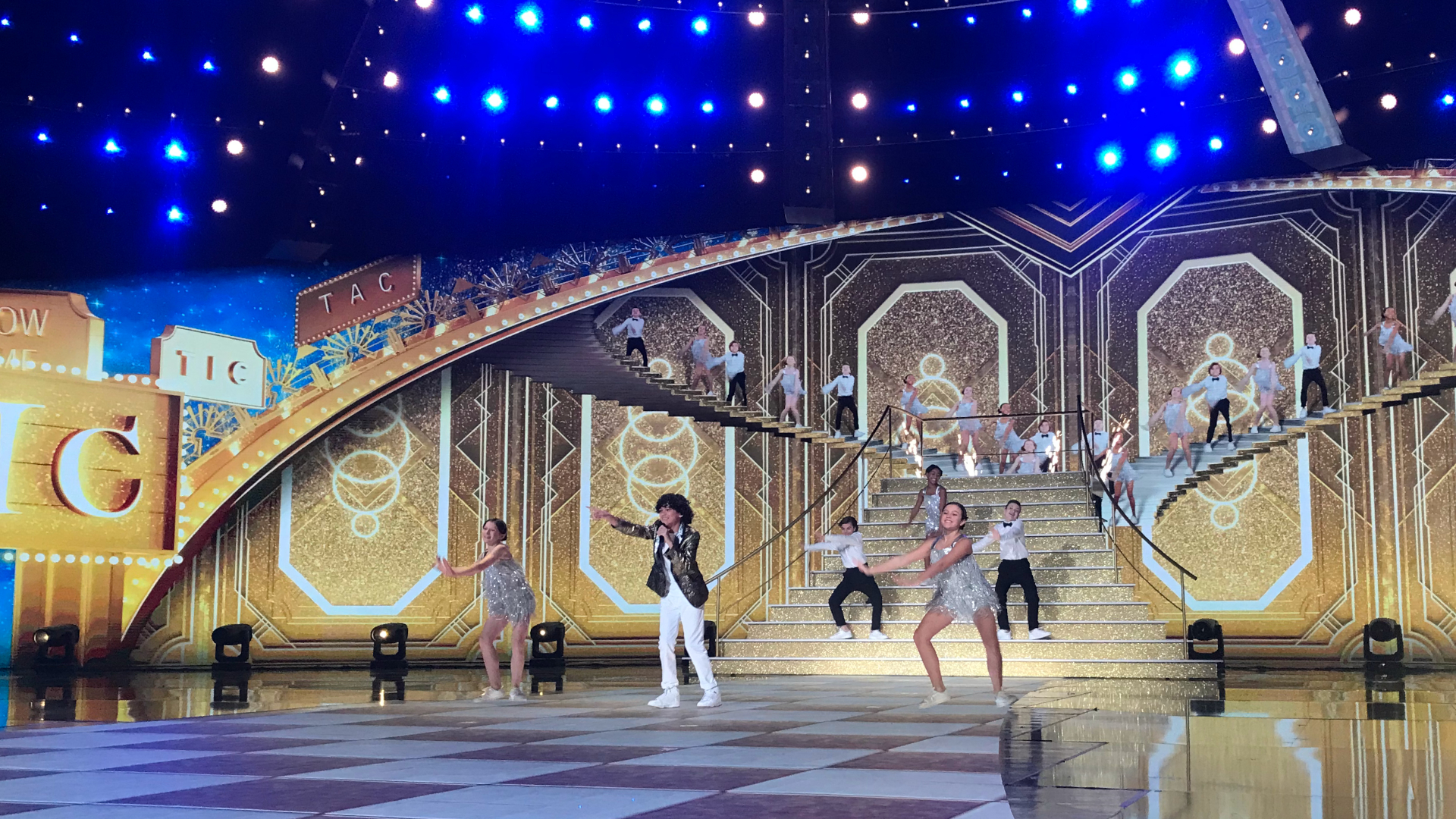
Enzo podczas występu w Paryżu

### Konkurs Piosenki Eurowizji Junior 2022
Przewodnicząca delegacji francuskiej Alexandra Redde-Amiel, zapytana w wywiadzie o udział Francji w 20. Konkursie Piosenki Eurowizji Junior potwierdziła, że kraj weźmie udział w 2022. 28 października 2022 ujawniono, że na reprezentanta wewnętrznie wybrano 13-letniego Lissandro z piosenką „Oh Maman!”. 
11 grudnia 2022 wystąpił szósty w kolejności startowej i zajął 1. miejsce zdobywszy 203 punkty, w tym 71 pkt od widzów (3. miejsce) i 132 pkt od jury (1. miejsce). Było to drugie zwycięstwo Francji. 12 grudnia 2022 ujawniono, że oglądalność konkursu we Francji wyniosła 1,1 mln widzów, co przełożyło się na udziały w rynku na poziomie 8,9%.

### Konkurs Piosenki Eurowizji Junior 2023

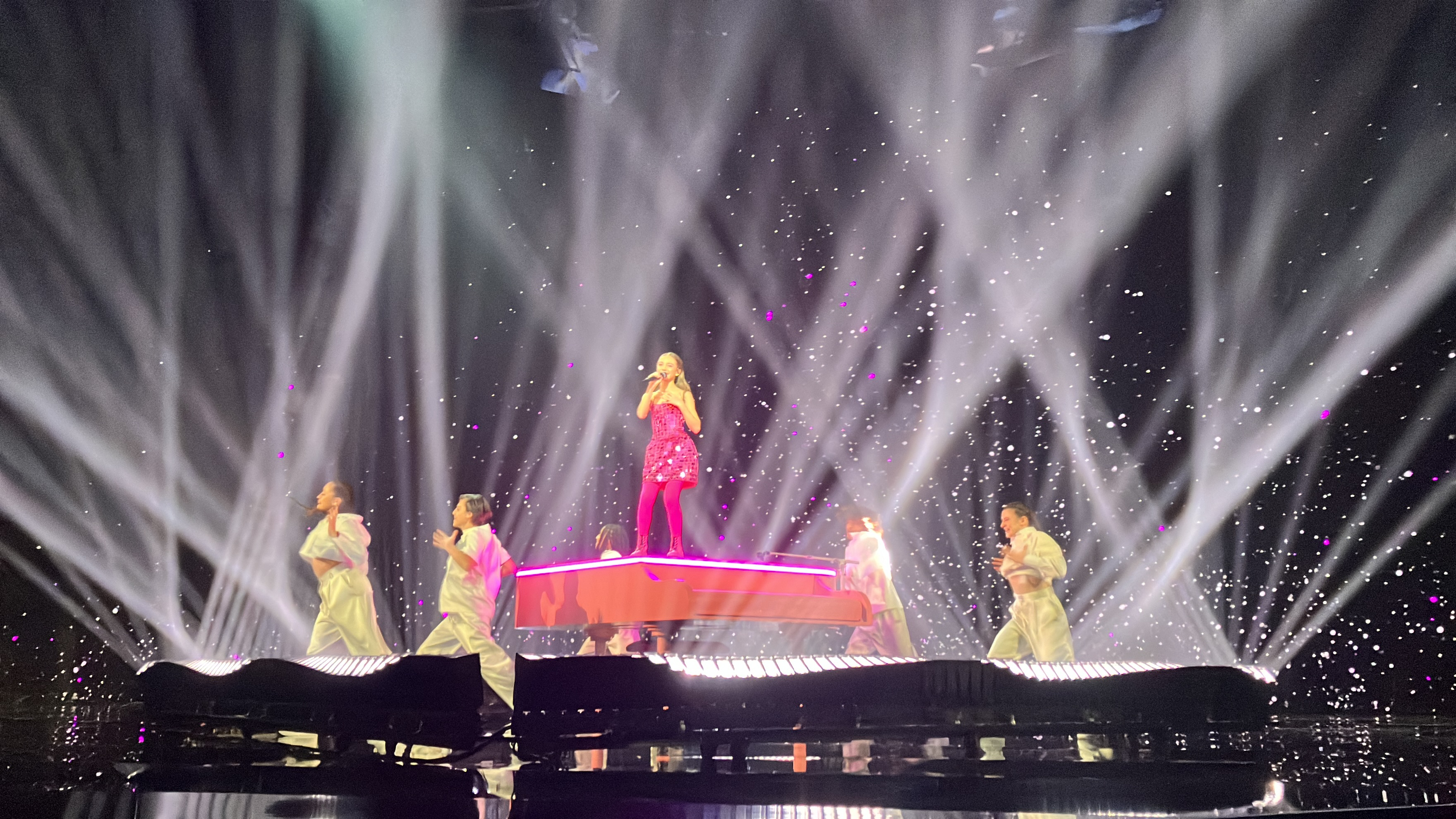
Zoé Clauzure podczas występu w Nicei

11 grudnia 2022 podczas konferencji prasowej zwycięzcy, francuska szefowa delegacji Alexandra Redde-Amiel potwierdziła, że Francja będzie gospodarzem 21. Konkursu Piosenki Eurowizji Junior. 3 kwietnia 2023 ogłoszono, że konkurs odbędzie się w Nicei w hali Palais Nikaïa 26 listopada, a jego prowadzącymi byli: Olivier Minne, Laury Thilleman i Ophenya. 27 września 2023 stacja France Télévisions ujawniła, że na reprezentantkę została wybrana Zoé Clauzure z utworem „Cœur”. 26 listopada wystąpiła dwunasta w kolejności startowej i zajęła 1. miejsce zdobywszy 228 punktów, w tym 92 pkt od widzów (1. miejsce) i 136 pkt od jury (1. miejsce). Dzień po finale nadawca France Télévisions ujawnił, że oglądalność konkursu we Francji wyniosła 1,2 mln widzów, co przełożyło się na udziały w rynku na poziomie 10,4%.

### Konkurs Piosenki Eurowizji Junior 2024
15 lutego 2024 szefowa delegacji Alexandra Redde-Amiel potwierdziła udział kraju w 22. Konkursie Piosenki Eurowizji Junior. 18 września 2024 ujawniono, że spośród dwudziestu kandydatów zaproszonych przez France Télévisions do wewnętrznego castingu na reprezentanta wybrano 14-letniego Titouana z piosenką „Comme Ci, Comme Ça”. Utwór został napisany przez Marię Bastide i Malo'. 16 listopada 2024 Titouan wystąpił jako szósty w kolejności startowe i zajął 4. miejsce zdobywszy 177 punktów, w tym 103 pkt od widzów (3. miejsce) oraz 74 pkt od widzów (4. miejsce). Dzień później ujawniono, że oglądalność konkursu we Francji wyniosła 1,3 mln widzów, co przełożyło się na udziały w rynku na poziomie 9,8%.

### Konkurs Piosenki Eurowizji Junior 2025
15 lipca 2025 roku francuski nadawca potwierdził swój udział w 23. Konkursie Piosenki Eurowizji Junior.

## Uczestnictwo
Francja uczestniczy w Konkursie Piosenki Eurowizji Junior od 2004 z przerwą w latach 2005–2017. Poniższa tabela uwzględnia wszystkich francuskich reprezentantów, tytuły konkursowych piosenek i języki w których były śpiewane oraz wyniki w poszczególnych latach.
| Rok                                   | Artysta        | Piosenka             | Język                | Miejsce | Punkty |
| ------------------------------------- | -------------- | -------------------- | -------------------- | ------- | ------ |
| 2004                                  | Thomas Pontier | „Si on voulait bien” | francuski            | 6       | 78     |
| Brak reprezentanta w latach 2005–2017 |                |                      |                      |         |        |
| 2018                                  | Angélina Nava  | „Jamais sans toi”    | francuski, angielski | 2       | 203    |
| 2019                                  | Carla          | „Bim Bam Toi”        | francuski            | 5       | 169    |
| 2020                                  | Valentina      | „J’imagine”          | francuski            | 1       | 200    |
| 2021                                  | Enzo           | „Tic Tac”            | francuski            | 3       | 187    |
| 2022                                  | Lissandro      | „Oh Maman!”          | francuski            | 1       | 203    |
| 2023                                  | Zoé Clauzure   | „Cœur”               | francuski            | 1       | 228    |
| 2024                                  | Titouan        | „Comme ci, comme ça” | francuski            | 4       | 177    |
| 2025                                  |                |                      |                      |         |        |

Legenda:
     1. miejsce
     2. miejsce
     3. miejsce

## Historia głosowania w finale (2004–2022)
Poniższe tabele pokazują, którym krajom Francja przyznawała w finale konkursu punkty oraz od których państw francuski reprezentant otrzymywał noty.
| L.p. | Kraj      | Punkty |
| ---- | --------- | ------ |
| 1.   | Armenia   | 46     |
| 2.   | Gruzja    | 32     |
| 3.   | Hiszpania | 40     |
| 4.   | Polska    | 27     |
| 5.   | Holandia  | 25     |

| L.p. | Kraj      | Punkty |
| ---- | --------- | ------ |
| 1.   | Holandia  | 58     |
| 2.   | Serbia    | 44     |
| 3.   | Malta     | 39     |
| 4.   | Białoruś  | 32     |
| 5.   | Hiszpania | 32     |

## Organizacja
| Lata | Lokalizacja                                       | Prowadzący                                   |
| ---- | ------------------------------------------------- | -------------------------------------------- |
| 2021 | Francja (Boulogne-Billancourt, La Seine Musicale) | Élodie Gossuin, Olivier Minne, Carla Lazzari |
| 2023 | Francja (Nicea, Palais Nikaïa)                    | Olivier Minne, Laury Thilleman, Ophenya      |

## Komentatorzy i sekretarze
Spis poniżej przedstawia wszystkich francuskich komentatorów konkursu oraz krajowych sekretarzy podających punkty w finale.
| Komentatorzy i sekretarze z Francji                | Komentatorzy i sekretarze z Francji | Komentatorzy i sekretarze z Francji | Komentatorzy i sekretarze z Francji |
| Rok                                                | Komentator                          | Sekretarz                           | Stacja telewizyjna                  |
| -------------------------------------------------- | ----------------------------------- | ----------------------------------- | ----------------------------------- |
| 2004                                               | Elsa Fayer and Bruno Berberes       | Gabrielle                           | France 3                            |
| Brak reprezentanta i transmisji w latach 2005–2017 |                                     |                                     |                                     |
| 2018                                               | Stéphane Bern i Madame Monsieur     | Lubava Marchuk i Daniil Rotenko     | France 2                            |
| 2019                                               | Stéphane Bern i Sandy Héribert      | Karolina                            | France 2                            |
| 2020                                               | Stéphane Bern i Carla               | Natan Laface                        | France 2                            |
| 2021                                               | Stéphane Bern i Laurence Boccolini  | Angélina Nava                       | France 2                            |
| 2022                                               | Stéphane Bern i Carla               | Valentina                           | France 2                            |
| 2023                                               | Stéphane Bern i Carla               | Enzo                                | France 2                            |
| 2024                                               | Stéphane Bern i Valentina           | Lissandro                           | France 2                            |